# صموئيل جونز (سياسي أمريكي)
صموئيل جونز (بالإنجليزية: Samuel Jones)‏ هو محامي وقاضي وسياسي أمريكي، ولد في 26 مايو 1769، وتوفي في 9 أغسطس 1853. انتخب عضو جمعية ولاية نيويورك وانتخب Recorder of New York City ‏.